# Hinggan
| Mongolische Bezeichnung            | Mongolische Bezeichnung |
| ---------------------------------- | ----------------------- |
| Mongolische Schrift:               | ᠬᠢᠩᠭᠠᠨ ᠠᠢᠢᠮᠠᠬ           |
| Transliteration:                   | hingɣan ayimaɣ          |
| Offizielle Transkription der VRCh: | Hinggan                 |
| Kyrillische Schrift:               | Хянган аймаг            |
| ISO-Transliteration:               | Hângan ajmag            |
| Transkription:                     | Chjangan ajmag          |
| Chinesische Bezeichnung            |                         |
| Traditionell:                      | 興安盟                  |
| Vereinfacht:                       | 兴安盟                  |
| Pinyin:                            | Xìng’ān Méng            |
| Wade-Giles:                        | Hsing-an Mêng           |

Lage von Hinggan in der Inneren Mongolei

Hinggan ist ein Bund im Nordosten des Autonomen Gebiets Innere Mongolei der Volksrepublik China. Der Hinggan-Bund hat eine Fläche von 59.806 km² und etwa 1,60 Millionen Einwohner (Ende 2016). Seine Hauptstadt ist Ulanhot. Sein Verwaltungsgebiet grenzt im Norden an die Stadt Hulun Buir, im Westen an den Staat Mongolei und den Xilin-Gol-Bund, im Süden an die Stadt Tongliao und im Osten an die Provinzen Jilin und Heilongjiang. Sein Name ist vom waldreichen Großen Hinggan-Gebirge (大兴安岭) abgeleitet, das den Bund von Nordwest nach Südost durchzieht.

## Administrative Gliederung
Der Hinggan-Bund besteht aus zwei kreisfreien Städten, einem Kreis und drei Bannern:
- Stadt Ulanhot (乌兰浩特市), 772 km², ca. 280.000 Einwohner;
- Stadt Arxan (阿尔山市), 7409 km², ca. 50.000 Einwohner;
- Kreis Tuquan (突泉县), Hauptort: Großgemeinde Tuquan (突泉镇), 4800 km², 300.000 Einwohner;
- Vorderes Horqin-Banner des Rechten Flügels (科尔沁右翼前旗), Hauptort: Großgemeinde Daban Gou (大坝沟镇), 19.375 km², ca. 360.000 Einwohner;
- Mittleres Horqin-Banner des Rechten Flügels (科尔沁右翼中旗), Hauptort: Großgemeinde Bayan Huxu (白音呼硕镇), 15.613 km², ca. 240.000 Einwohner;
- Jalaid-Banner (扎赉特旗), Hauptort: Großgemeinde Yinder (音德尔镇), 11.837 km², ca. 390.000 Einwohner.

## Ethnische Gliederung der Bevölkerung des Hinggan-Bundes (2000)
Laut Zensus des Jahres 2000 hatte der Hinggan-Bund 1.588.787 Einwohner (Bevölkerungsdichte: 26,57 Einwohner/km²).
| Name des Volkes | Einwohner | Anteil  |
| --------------- | --------- | ------- |
| Han             | 852.684   | 53,67 % |
| Mongolen        | 652.385   | 41,06 % |
| Mandschu        | 71.653    | 4,51 %  |
| Koreaner        | 6.240     | 0,39 %  |
| Hui             | 3.017     | 0,19 %  |
| Daur            | 1.168     | 0,07 %  |
| Xibe            | 568       | 0,04 %  |
| Oroqen          | 203       | 0,01 %  |
| Yi              | 154       | 0,01 %  |
| Sonstige        | 715       | 0,05 %  |